# Rhizophora harrisonii
El mangle caballero o mangle zapatero (Rhizophora harrisonni) es una especie botánica de plantas en la familia de las Rhizophoraceae. Puede encontrarse en Brasil, Camerún, Colombia, Costa Rica, Ecuador, Guyana, Guyana francesa, Honduras, Nicaragua, Panamá, Surinam, Trinidad y Tobago y Venezuela.

## Descripción
Es un árbol que alcanza un tamaño de hasta 20 m de alto. Tiene las hojas elípticas, de 11–15 cm de largo y 4–7 cm de ancho, el ápice agudo, la base cuneada, glabras, envés con puntos negros. La inflorescencia de 5–12 cm de largo, 3–5 veces ramificada, con numerosas flores, pedúnculo de 2–7 cm de largo, con brácteas gruesas, bífidas; pedicelos 3–11 mm de largo, flores 1 cm de largo; estambres 8; yema floral ovada o ligeramente elíptica, ápice agudo. Fruto ovado-lanceolado, 4 cm de largo y 1.5 cm de ancho, radícula 11–25 cm de largo.

## Hábitat
Al ser un componente de las comunidades de mangles, el mangle caballero se asocia usualmente con otras especies de mangles como Avicennia tonduzzi Moldenke, Avicennia bicolor Stand., Avicennia germinans (L.) L., Avicennia schaueriana Stapt & Leechm., Laguncularia racemosa (L.) Gaertn. f., Pelliciera rhizophorae
Tr. & Pl. y Rhizophora mangle L.
Especie reportada en Colombia por Caballero, R (1995) como dendroenergetica y útil para la construcción de viviendas como pilote o base para palafitos, igualmente es una especie usada para la obtención de leña, carbón y taninos.

## Taxonomía
Rhizophora harrisonii fue descrita por Alleyne Leechman y publicado en Bulletin of Miscellaneous Information Kew 1918(1): 8, f. A, en el año 1918.
Etimología
Rhizophora: nombre genérico que deriva de las palabras griegas:
ριζα (rhiza ), que significa "raíz" y φορος ( phoros ), que significa "de apoyo", refiriéndose a los pilotes de la base.
harrisonii': epíteto
Sinonimia
- Rhizophora brevistyla Salvoza[5]